# دانی مولینا
دانی مولینا (انگلیسی: Dani Molina؛ زادهٔ ۱۴ مارس ۱۹۹۶) بازیکن فوتبال اهل اسپانیا است.
از باشگاه‌هایی که در آن بازی کرده‌است می‌توان به باشگاه فوتبال رکریتیوو اوئلوا و باشگاه فوتبال سلتاویگو اشاره کرد.